# Chileajo

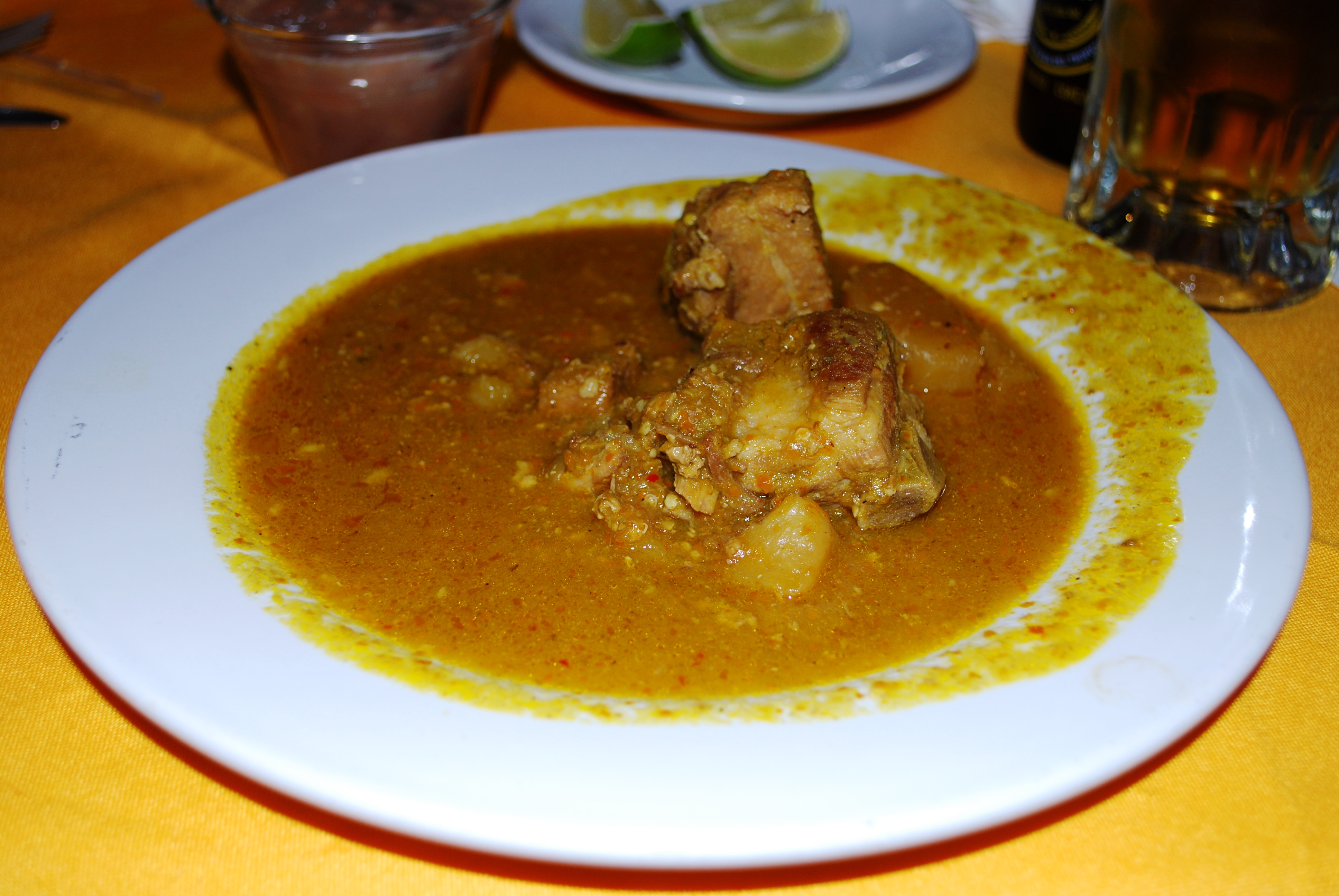
Chileajo

El chileajo de cerdo es un platillo de comida de Oaxaca, México. Consiste en trozos de carne de cerdo cocidos en agua, cocinados en una salsa espesa hecha de chiles guajillos sin semillas tostado, chile ancho sin semillas tostado, chiles costeños amarillos sin semillas crudos, ajo asados y pelados, clavos de olor, orégano, comino, tomates rojos y verdes hervidos, sal y pimienta. Se acompaña con frijoles. 